# Religion en Angola
Religion en Angola (2015)
- Église Catholique (56,4 %)
- Autres Chrétiens (37 %)
- Religions traditionnelles africaines (4,4 %)
- Autres religions (1,1 %)
- Sans religion (1,0 %)

La religion principale en Angola est le christianisme. Environ 97 % de la population (34 millions d'Angolais en 2022) serait de sensibilité  chrétienne.

## Christianisme

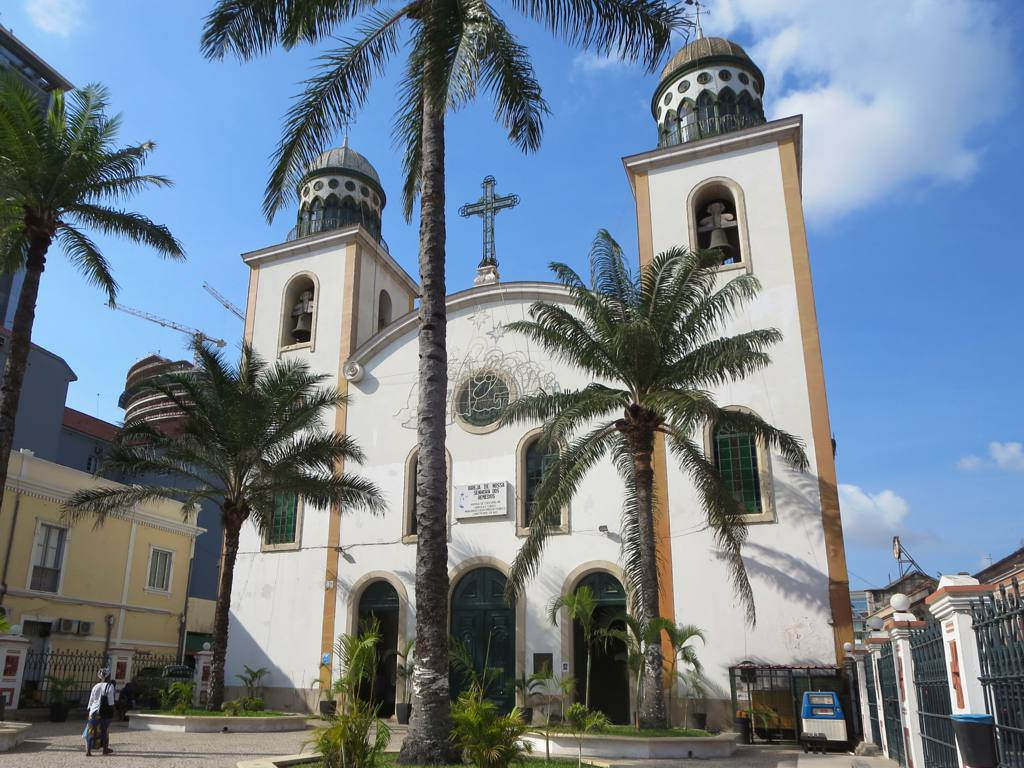
Igreja de Nossa Senhora dos Remédios (Église catholique en Angola), Luanda.

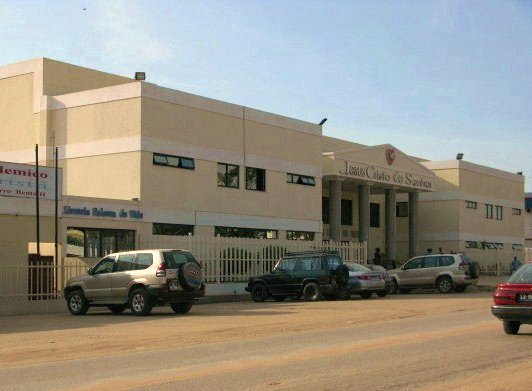
Église universelle du royaume de Dieu, Morro Bento, Luanda.

Parmi les principales dénominations présentes du christianisme, il y a : Église catholique en Angola (Église catholique), Igreja Evangélica Congregacional em Angola (Communion mondiale d'Églises réformées), Igreja Evangelica Reformada de Angola (Communion mondiale d'Églises réformées), Convention baptiste de l’Angola et Église baptiste évangélique en Angola (Alliance baptiste mondiale), Église universelle du royaume de Dieu, Assemblées de Dieu .   
En Angola, il y a près de 1 000 églises ou organisations / institutions religieuses comparables. Un peu plus de la moitié de la population est constitué par les membres de l'Église catholique introduite par les Portugais dès le XVe siècle. Environ un quart appartient aux Églises protestantes fondées pendant la période coloniale, aux XIXe et XXe siècles, surtout à l'Église évangélique congrégationelle, concentrée dans le Plateau Central et les villes côtières avoisinantes, à l'Église méthodiste dont le fief est une région allant de Luanda jusqu'à Malange, ainsi que l'Église baptiste au Nord-Ouest, mais aussi les Églises luthériennes et reformées. Il existe aussi deux Églises chrétiennes-syncrétiques, l'Église kimbanguiste dont le centre se trouve en République démocratique du Congo, et l'Église tocoïste qui s'est formée en Angola, toutes les deux des créations datant du temps colonial. 
- Christianisme (70-77 %) (97 % selon certains, en cumul de pratiques)
  - Catholicisme (45-50 %), Église catholique en Angola (en), Liste des cathédrales d'Angola
  - Protestantisme (20-25 %), dont Évangélisme (dont Tokoïsme), Anglicanisme, Méthodisme, Adventisme (dont José Julino Kalupeteka)
  - Église de Jésus-Christ des saints des derniers jours (1 046 adeptes déclarés en 2012)…
  - Église kimbanguiste
  - Église universelle du Royaume de Dieu

## Autres spiritualités

### Religions traditionnelles africaines: 5..15%
Une proportion très faible de la population, certainement inférieure à 5 %, se dit adepte d'une religion animiste, mais, parmi les chrétiens, plus spécialement en milieu rural, un certain nombre maintient des croyances et pratiques traditionnelles. 

### Islam en Angola: 0,5..1%
La proportion des musulmans (<90 000 pratiquants déclarés), tous sunnites, est inférieure à 1 %. Il s'agit exclusivement d'immigrés de l'Afrique de l'Ouest ou d'autres pays dont la diversité culturelle n'empêche qu'ils constituent une communauté. Dernièrement, l'Arabie saoudite fait un certain effort pour promouvoir l'islam en Angola, annonçant en 2010 son intention de créer à Luanda une université musulmane.

### Autres
- Judaïsme, Histoire des Juifs en Angola (en), Maison Chabad, Arcadi Gaydamak
- Bahaïsme en Angola (2 000 adeptes en 2005), Bahaïsme en Angola (en)
- Hindouisme